# Małgorzata Oliwia Sobczak
Małgorzata Oliwia Sobczak (ur. 20 kwietnia 1982 w Gdańsku) – polska pisarka.

## Życiorys
Pochodzi z Trójmiasta, w którym osadza fabuły swoich książek. Jest absolwentką III Liceum Ogólnokształcącego im. Marynarki Wojennej RP w Gdyni (2001), kulturoznawstwa na Uniwersytecie im. Adama Mickiewicza w Poznaniu (2006) i podyplomowych studiów dziennikarskich na Uniwersytecie Gdańskim (2009).
Autorka baśni Mali, Boli i Królowa Mrozu i powieści obyczajowej Ona i dom, który tańczy. W 2019 wydała Czerwień, pierwszą część cyklu Kolory zła z prokuratorami Leopoldem Bilskim i Anną Górską. W 2020 ukazała się kontynuacja serii – wyróżniona srebrną statuetką Best Audio Empik Go Czerń. Trzeci tom, Biel, wydany w 2021 (także z nagrodą Best Audio Empik Go), sprzedał się w ponad 100 tys. egzemplarzy. Czwarty tom, Żółć miał premierę w 2024, najnowsza część "Błękit" miał premierę w marcu 2025 roku. Prawa filmowe do Kolorów zła nabyła firma producencka Aurum Film. Premiera pierwszej części "Czerwień" odbyła się w maju 2024.
W 2021 na rynku pojawiła się nowa książka autorski - thriller kryminalno-erotyczny pt. Szelest. W październiku 2022 ukazała się jego kontynuacja - Szum. Książki tworzą cykl zatytułowany Granice ryzyka, a ich głównymi bohaterami spajającymi kolejne tomy poświęcone osobnym zagadkom kryminalnym są detektyw Oskar Korda i dziennikarka Alicja Grabska. Ostatnia część tej trylogii pt. Szrama ukazała się w czerwcu 2023.
W lutym 2025 roku autorka zdobyła Bestseller Empiku w kategorii audio za tytuł Żółć.

## Twórczość[7]

### Cykl: Kolory zła
1. Czerwień, wydawnictwo W.A.B., 2019.
2. Czerń, wydawnictwo W.A.B., 2020.
3. Biel, wydawnictwo W.A.B., 2021.
4. Żółć, wydawnictwo W.A.B., 2024.
5. Błękit, wydawnictwo W.A.B., 2025.

### Cykl: Granice ryzyka
1. Szelest, wydawnictwo W.A.B., 2021.
2. Szum, wydawnictwo W.A.B., 2022.
3. Szrama, wydawnictwo W.A.B., 2023.

### Pozostałe
1. Mali, Boli i Królowa Mrozu, Ludowa Spółdzielnia Wydawnicza, 2015.
2. Wigilijne opowieści (współautorstwo), wydawnictwo W.A.B., 2020.
3. Gorąca gwiazdka (współautorstwo), wydawnictwo W.A.B., 2020.
4. Wyrobisko (współautorstwo z Ewą Przydrygą), wydawnictwo W.A.B., 2023.
5. Ona i dom, który tańczy, wydawnictwo W.A.B., 2024.